# Le Choix de Sophie
Pour les articles homonymes, voir Le Choix de Sophie (homonymie).
Le Choix de Sophie (Sophie's Choice) est un roman de William Styron, publié en 1979, ayant pour héros un jeune Américain, écrivain débutant, venant du Sud, qui se lie d'amitié avec Nathan Landau et sa magnifique petite amie Sophie, survivante d'un camp de concentration nazi. À la fois best-seller (meilleure vente) immédiat et adapté au cinéma avec un succès populaire (Le Choix de Sophie), ce roman qui a remporté le National Book Award en 1980 est généralement considéré comme la plus belle œuvre de W. Styron. La décision difficile qui détermine le personnage de Sophie est parfois utilisée comme une expression. En anglais, l'expression « Sophie's choice », qui fait référence à un passage du roman, signifie un choix tragique et insoutenable entre deux possibilités.

## Présentation
Le Choix de Sophie a pour narrateur Stingo, un jeune écrivain aspirant à finir son premier roman. Alors que Stingo travaille sur son roman, il est attiré lentement dans la vie des amoureux Nathan Landau et Sophie Zawistowska, les habitants de l'appartement au-dessus du sien. Sophie est une belle Polonaise, rescapée des camps de concentration de la Deuxième Guerre mondiale et Nathan semble être un génie. Bien que Nathan affirme être diplômé d'Harvard et biologiste cellulaire, il apparaîtra plus tard que tout cela est invention. Il est en réalité schizophrène paranoïde, même si personne n'en a conscience, y compris Sophie et Stingo. Cela implique que, s'il est la plupart du temps subtil et charmeur, il lui arrive parfois d'être jaloux, violent et désespéré.
Alors que l'histoire progresse, Sophie raconte à Stingo son passé, ce qu'elle n'avait jamais fait avec personne. Elle parle de son père antisémite, de son refus de l'aider à diffuser ses idées, de son arrestation pour avoir fait du marché noir dans le but de se procurer un jambon pour sa mère malade de la tuberculose, et surtout de sa brève période de dactylo dans la propre maison de Rudolf Höß, le commandant d'Auschwitz. Elle relate ses tentatives pour séduire Höß afin de permettre que son fils, blond aux yeux bleus et qui parle allemand, puisse quitter le camp et entrer dans le programme des Lebensborn, dans lequel il serait élevé comme un enfant allemand. Elle échoue et ne connaîtra jamais le destin de son fils.
Alors que les crises de Nathan deviennent de plus en plus violentes et exaspérantes, Stingo reçoit une mise en garde du frère de ce dernier. Il apprend que Nathan est schizophrène et qu'il n'est pas biologiste cellulaire bien qu'« il aurait pu être fantastiquement brillant dans tout ce qu'il aurait pu entreprendre. Mais il n'a jamais l'esprit en ordre. » Les illusions de Nathan lui ont laissé croire que Stingo avait une aventure avec Sophie, et il menace de les tuer tous les deux.
Sophie et Stingo s'enfuient. Stingo a l'intention de rejoindre la ferme de son père en Virginie, mais le voyage n'ira pas au-delà de Washington. Là, Sophie révèle son secret le plus sombre, qu'elle avait enfoui au plus profond d'elle-même : le jour où elle est arrivée à Auschwitz, un médecin sadique lui a fait choisir entre ses deux enfants celui qui serait tué immédiatement par gazage et celui qui pourrait continuer à vivre, bien que ce soit dans le camp. Devant la menace qu'on lui prenne ses deux enfants si elle refusait de faire un choix, Sophie paniquée face à une telle situation, décida de sacrifier « en catastrophe » sa fille de sept ans, Eva, dans une décision déchirante qui la laisse dans le deuil et l'accable d'une culpabilité qu'elle n'a pu, ou plutôt ne peut pas, surmonter. Stingo propose à Sophie de se marier. Elle refuse mais il la persuade de continuer à y réfléchir. Après avoir partagé une simple nuit ensemble, avant qu'ils arrivent à la ferme, Sophie disparaît, laissant seulement un mot disant qu'elle devait retrouver Nathan.
En rentrant à Brooklyn, New York, Stingo découvre que Sophie et Nathan se sont suicidés, ensemble, dans leur chambre en avalant du cyanure de sodium. Si Stingo est anéanti, la dernière phrase du roman laisse peut-être supposer une once d'optimisme :
« Ce n'était pas le jour du jugement mais seulement le matin. Un matin : excellent et clair. »

## Style
Le Choix de Sophie est un roman réaliste dont la narration est faite principalement à la première personne par un Stingo plus âgé, maintenant écrivain à succès, mais qui comprend aussi des souvenirs de Sophie (fréquemment révisés) à propos de son enfance, de la période de guerre à Varsovie et de son emprisonnement à Auschwitz – narrés à la fois à la première et à la deuxième personne. La narration est par conséquent complexe, faisant des allers-retours entre la description par Stingo de l’été 1947 et de sa relation avec Sophie et Nathan, de sa vie passée en Virginie et le passé de Sophie. De plus, Stingo adulte, digresse en longueur sur ses aventures de jeune garçon (avec par moments des passages de son journal, en particulier après des expériences sexuelles) et sur des réflexions à propos du Sud des États-Unis et de l’Holocauste.

## Thèmes majeurs
Une des analogies les plus développées dans Le Choix de Sophie, détaillée par Stingo, est celle faite entre les pires abus des États du Sud – à la fois le passé esclavagiste et les lynchages – et l’antisémitisme nazi. De la même manière que Sophie est torturée par le comportement de son père avec les juifs polonais, Stingo examine sa propre culpabilité issue du passé esclavagiste de sa famille en décidant d’écrire un livre à propos de Nat Turner – un parallèle évident avec le propre roman controversé de Styron, Les Confessions de Nat Turner.
De manière similaire, en plaçant un personnage non-juif au centre des évènements d’Auschwitz, Styron montre l’universalité de la souffrance sous le Troisième Reich. Même si plusieurs personnages, y compris Stingo, discutent en détail du fait que le peuple juif a souffert plus que les autres groupes, Stingo parle aussi des tentatives d’Hitler pour éliminer les Slaves ou pour les placer en esclavage et défend la thèse que l’Holocauste ne peut pas être compris exclusivement comme une tragédie juive. À l’inverse, Nathan, dont la paranoïa le rend particulièrement sensible aux questions d’appartenance ethnique et religieuse, se fait lui le porte-parole de son exclusivité. Son inaptitude à accepter le fait que Sophie, une polonaise catholique, a partagé les souffrances des Juifs d’Europe, alors qu’il a évité, du fait de son état mental, tout enrôlement dans l’armée, l’amène à accuser Sophie de complicité avec l’Holocauste et conduit à leur destruction mutuelle.
Un autre thème majeur du roman est la culpabilité. Sophie explique : « Je me sens tellement coupable de toutes les choses que j’ai faites là-bas. Et même d’être encore en vie. Cette culpabilité est quelque chose dont je ne peux pas, et je pense que je ne le pourrai jamais, me délivrer… Je sais que je ne m’en délivrerai jamais. Jamais. Et parce que je ne pourrai jamais m’en délivrer, c’est peut-être la pire chose que les Allemands m’aient laissée. »

## Controverses
Le livre a été interdit dans de nombreuses bibliothèques à travers le monde en raison de certains propos blasphématoires et des passages sexuellement explicites tout au long du roman.
Le roman a été l'objet d'une autre controverse concernant le choix fait par Sophie entre son fils et sa fille. Dans beaucoup de cercles littéraires, l’accent est mis sur le fait qu’elle a sacrifié sa fille plutôt que son fils, en le plaçant dans un contexte d’opposition entre le féminisme et le machisme. Il n’est néanmoins pas certain que la polémique aurait été moindre si elle avait fait le choix inverse ou même si les deux enfants avaient été du même sexe. D'ailleurs, rien ne prouve que le choix de la mère ait reposé sur des raisons affectives liées à l'âge ou au sexe de l'enfant à sacrifier. Cette polémique n'a sans doute pas lieu d'être si on considère que Sophie a été placée au pied du mur : devoir prendre une décision immédiate sans avoir eu le temps de réfléchir aux conséquences de celle-ci.

## Adaptations au cinéma
Le roman a été adapté au cinéma sous le même nom en 1982 (Le Choix de Sophie). Écrit et mis en scène par Alan J. Pakula, le film a été nommé aux Oscars pour le scénario, la bande originale, la photographie et les costumes. Meryl Streep remporta l'Oscar de la meilleure actrice pour sa prestation dans le rôle-titre.

## Adaptation à l'opéra
Le Choix de Sophie a été mis en musique par Nicholas Maw sur un livret qu'il a écrit mais qui conserve au maximum les répliques du roman. L'opéra a été créé le  7 décembre 2002 au Royal Opera House, à Londres, sous la direction de Sir Simon Rattle et dans une mise en scène de Sir Trevor Nunn.

## Prix et distinctions
- Le Choix de Sophie occupe le 82e rang au classement des cent livres du siècle établi en 1999 par la Fnac et le journal Le Monde.